# Бенуа, Морис
Морис «Мо» Бенуа (англ. Maurice "Moe" Benoit, 26 июля 1933, Валлифилд, провинция Квебек, Канада — 10 декабря 2013, Дейтон, штат Огайо, США) — канадский хоккеист, серебряный призёр зимних Олимпийских игр в Скво-Велли (1960).

## Карьера
В 1948—1949 гг. выступал на позиции защитника клуба «Montreal Royals» Старшей хоккейной лиги Квебека, но сыграл лишь одну официальную игру. Затем он провел два сезона в «Montreal Nationale» из Младшей лиги и сезон в Matane Red Rocks в Нижней хоккейной лиге острова Святого Лаврентия. Отыграв два сезона в Pembroke Lumber Kings, в 1955 г. он вернулся в Квебек, где провел сезон в клубе Trois-Rivières Lions. В 1956-60 гг. выступал за Belleville McFarlands из Восточной хоккейной лиги Онтарио. В 1958 г. стал обладателем Кубка Аллана, получив в 1959 г. право представлять свою страну на первенстве мира по хоккею в Чехословакии, где канадцы стали победителями.
На следующий год в составе сборной Канады стал обладателем серебряной медали на зимних Олимпийских игр в Скво-Велли (1960), сыграл в семи матчах, провел одну шайбу. В течение олимпийского сезона выступал за Kingston Frontenacs из Восточной Профессиональной хоккейной лиги. Последующие годы провел в Интернациональной хоккейной лиге в составе Omaha Knights
1960/63, Toledo Blades 1963/1966 и Dayton Gems 1966/1970. Двукратный обладатель Кубка Тернера (чемпион ИХЛ; 1964 — «Блейдс», играющий тренер; 1969 — «Джемс»). В 1969 году признан лучшим защитником ИХЛ (наряду с Аленом Боле).
После завершения карьеры игрока некоторое время владел полупрофессиональной хоккейной командой, в 1970-е гг. тренировал молодёжные команды; затем работал на производстве. Позже переехал в Дейтон, в 1973 г. был введен в местный Зал хоккейной славы.